# María Teresa Lara
María Teresa Lara Aguirre del Pino (Tlatlauquitepec, 1904–23 de mayo de 1984) fue una compositora y letrista mexicana.

## Biografía
María fue la hija de Joaquín M. Lara y de su esposa María Aguirre del Pino. Su tía fue Refugio Aguirre del Pino.
El hermano mayor de María era Agustín Lara, quien también fue un destacado compositor y letrista, cantante y actor muchas veces premiado.María Teresa trabajó con Agustín en muchas canciones y algunas de ellas fueron registradas con su nombre.
Se casó con Nicanor Guzmán Guerrero (1909–1992). 

## Trabajos y grabaciones
- Me dejaste[8]
- Valencia[9]
- Toledo – grabado en vivo: Ay Ay Ay
- Tus pestañas 1933
- Languidez 1933
- Murcia[10]
- Serpentina 1933
- Tus pestañas 1933
- Pregón de las rosas 1933
- Serpentina 1933